# Tobiasz Biliński
Tobiasz Biliński (ur. 19 października 1990 w Fredrikstad) – współzałożyciel, wokalista i perkusista zespołów Kyst i Coldair, lider solowego projektu Perfect Son.
Dwukrotnie nominowany do „Nagrody Prezydenta Miasta Gdańska dla Młodych Twórców Kultury”, nominowany również do nagród „Sztorm Roku 2010” Gazety Wyborczej i „Superhiro”. Wraz z zespołami Kyst oraz Coldair zagrał wiele koncertów w Polsce i innych krajach, występując na takich festiwalach jak: Off Festival w Katowicach, SXSW w Austin, Primavera Sound w Barcelonie, Incubate w Tilburgu, Eurosonic w Groningen, Fusion pod Berlinem, Open’er Festival w Gdyni. Współpracuje z amerykańską wytwórnią Sub Pop Records. 
Utwory zespołu Kyst wykorzystane zostały w filmie Sala samobójców, serialu "Motyw", a także w niezależnej polskiej produkcji zatytułowanej Wszystko płynie.

## Dyskografia
- 2008: Kyst – Tar (EP)
- 2010: Kyst – Cotton Touch
- 2010: Coldair – Persephone
- 2011: Kyst – Waterworks
- 2011: Coldair – Far South
- 2013: Coldair – Whose Blood
- 2016: Coldair - The Provider
- 2019: Perfect Son - Cast